# Viktor Dankl von Kraśnik
Viktor Karl Dankl von Kraśnik (Udine, Friuli (ma: Friuli-Venezia Giulia), 1854. szeptember 18. – Innsbruck, 1941. január 8.), osztrák katonatiszt, cs. és kir. vezérezredes, I. világháborús hadseregparancsnok, sikeres hadvezér. 1917-től osztrák báró (Freiherr von Dankl), 1918-tól Kraśnik grófja (Viktor Karl Graf Dankl von Kraśnik). Nemesi előnevét Kraśnik [ejtsd: krásnyik] lengyel városról kapta (Lublini vajdaság), amelynek közelében 1914. augusztus 23–25 között a cs.és kir. 1. hadsereg parancsnokaként megvívta az osztrák–magyar haderő első győzelmes csatáját.

## Élete

### Származása, pályakezdése
Viktor Karl Dankl 1854-ben Udinében, a Lombard–Velencei Királyság területén született. Bécsi születésű apja az osztrák császári hadsereg tisztje volt, aki 1865-ben őrnagyi rangban kilépett a szolgálatból, és családjával együtt Görzbe, majd Triesztbe költözött. Viktor Dankl ebben e két város német gimnáziumaiban tanult. 14 éves korában, 1869-ben jelentkezett a Sankt Pölteni hadapródiskolába (Kadettenschule), innen 1870-ben átkérte magát a bécsújhelyi Mária Terézia Katonai Akadémiára (Theresianische Militärakademie), ezt 1874-ben sikerrel elvégezte. Szolgálati lapja szerint német anyanyelvén túl jól beszélt olaszul és franciául, és egy keveset csehül és magyarul is.

### Katonai pályája az I. világháborúig
1874. augusztus 28-án hadnagyi rangban lépett szolgálatba az ennsi 3. „König Albert” dragonyos ezredben.  1877–79 között vezérkari tiszti kiképzésre a bécsi Hadiakadémiára (K.u.k. Kriegsschule) járt. Ennek elvégzése után 1879. május 1-jén főhadnaggyá léptették elő, és 1880. december 1-jén a prágai 8. lovassági dandár (Kavalleriebrigade) törzséhez osztották be. 1883-ban a budapesti 32. gyaloghadosztály törzséhez helyezték át. 1884. november 1-jén századossá léptették elő, 1888-tól ismét törzstisztként helyezték ki magasabb parancsnokságokhoz. 1891. november 1-jén őrnaggyá, majd a zágrábi 11. ulánus ezrednél teljesített csapatszolgálatot követően 1894. május 1-jén alezredessé lépett elő. Tirolban katonai térképészeti munkákat vezetett, majd ismét a vezérkarhoz helyezték. 1896-ban kinevezték a zágrábi XIII. hadtest törzskarának főnökévé nevezték ki.
1897. május 1-jén ezredesi rangot kapott. 1899-ben kinevezték a cs. és kir. vezérkar központi irodájának vezetőjévé. 1903. május 16-án vezérőrnaggyá léptették elő, és megkapta a komáromi 66. gyalogdandár (IB 66) parancsnokságát, a 33. gyaloghadosztály hadrendjében. 1905-ben kinevezték a trienti 16. gyalogdandár (IB 16) parancsnokává.
1907-ben altábornaggyá (Feldmarschalleutnant) léptették elő, ezzel egy időben kinevezték a zágrábi 36. gyaloghadosztály (ID 36) parancsnokává. 1912. október 29-én lovassági tábornokká léptették elő (kihirdetve november 1-jén). Az első világháború kitörése előtti évben, 1913 februárjában kinevezték az innsbrucki XIV. hadtest parancsnokává, ezzel ő lett a teljes délnyugati katonai területvédelmi körzet, azaz Tirol tartomány, azaz Észak-Tirol (a mai osztrák Tirol), Dél-Tirol, és Welschtirol, valamint Vorarlberg katonai parancsnoka, egyben az osztrák–magyar 1. hadsereg mozgósítás esetére kijelölt parancsnoka is.

### Az I. világháborúban

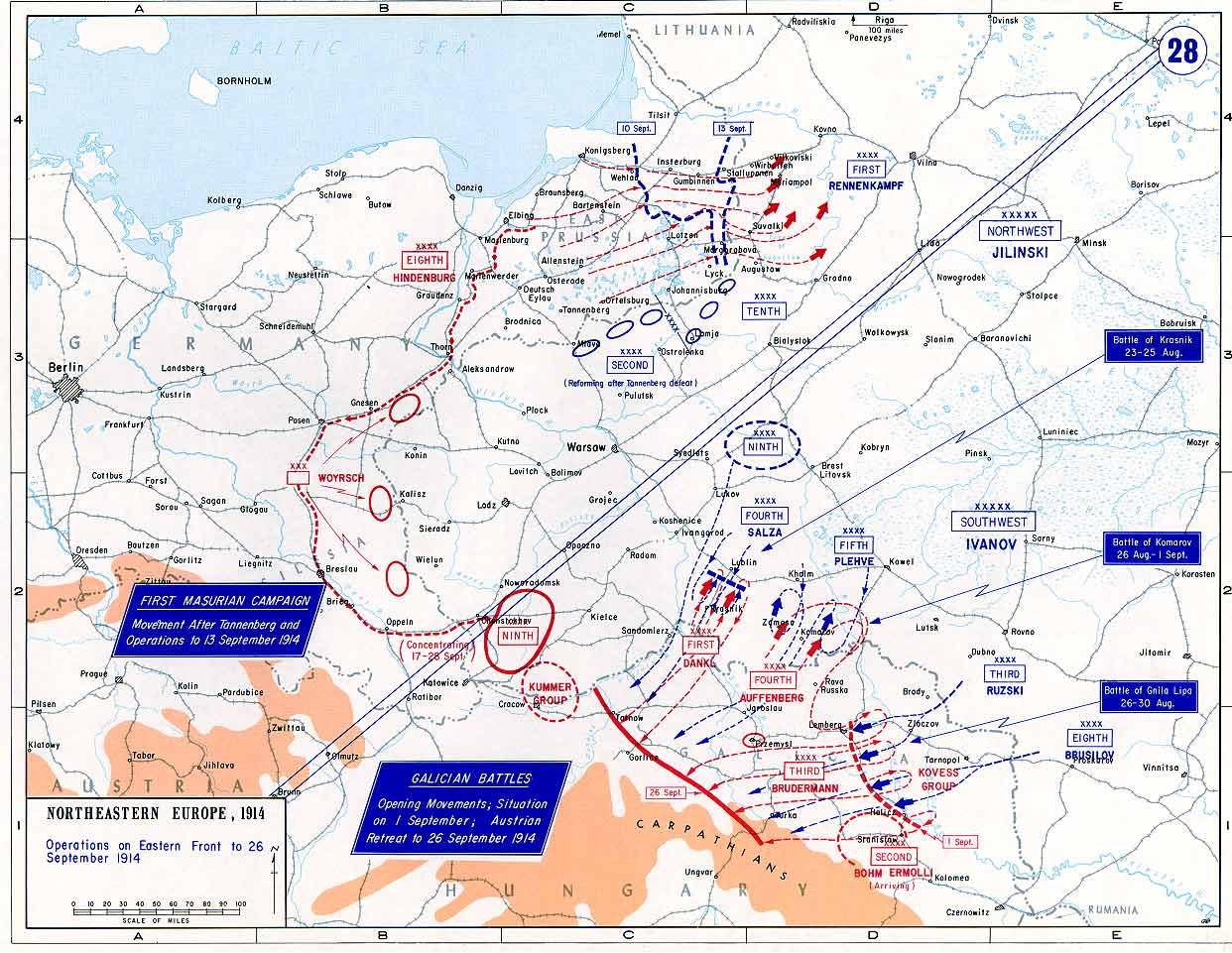
A keleti front, 1914. szeptember

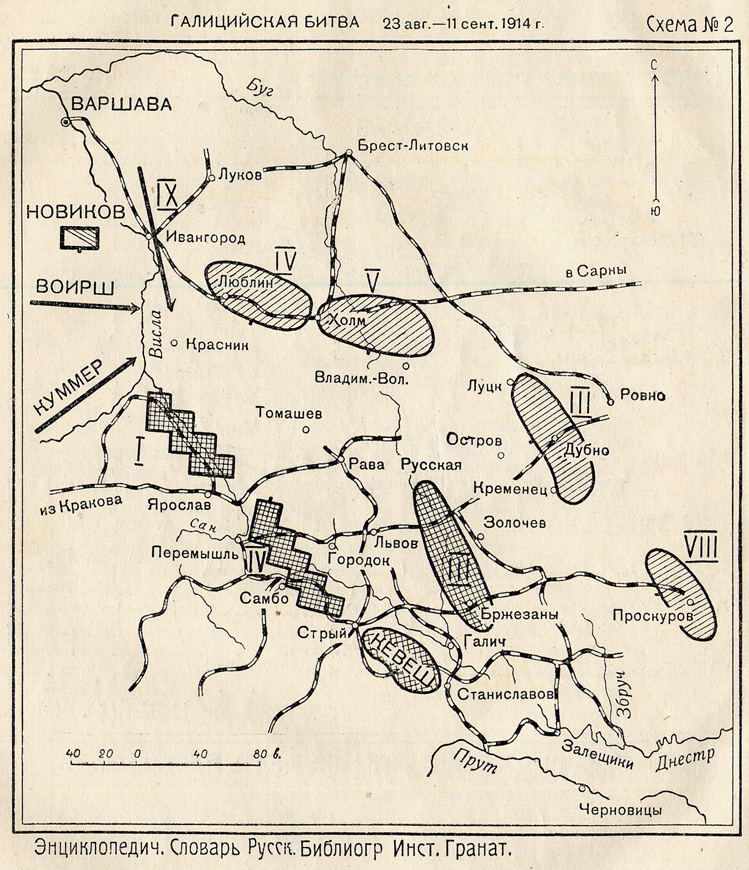
Harc Galíciáért, 1914. aug.–szept.
(Orosz térkép, Красник = Kraśnik).

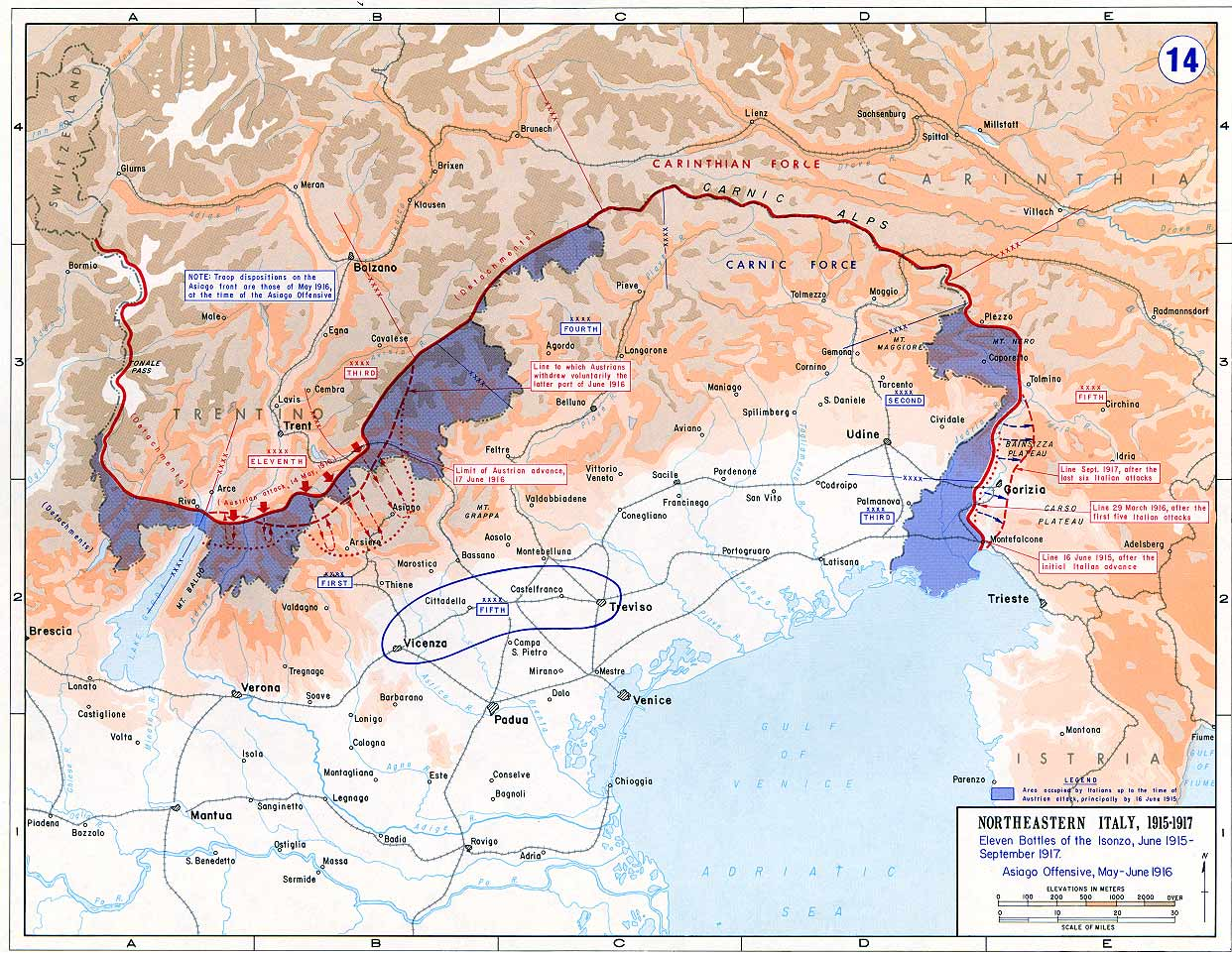
Az olasz front 1915–1917 között.

#### Galíciában
Az 1914. júliusi mozgósítás során Dankl lovassági tábornokot nevezték ki az cs. és kir. 1. hadsereg parancsnokává, amely az I., V. és X. hadtestekből állt. A XIV. hadtestet József Ferdinánd főherceg altábornagynak adta át. Az 1. hadsereget az orosz frontra, Közép-Galíciába vezényelték, Krakkó és a San folyó között foglaltak állást. Dankl jobb szárnyán Auffenberg gyalogsági tábornok 4. hadserege. Bal szárnyán, a Visztula túlsó partján Kummer tábornok népfelkelő hadteste és a német Woyrsch gyalogsági tábornok népfelkelő hadteste állt, akiknek eredeti feladata egy oroszellenes lengyel felkelés megszervezése volt.
Dankl javasolta Conrad vezérkari főnöknek az „R-tervet”, a Visztula mentén vezetett támadás tervét. A cs. és kir. 1. és a 4. hadseregeknek, valamint a Kelet-Poroszországból operáló Prittwitz tábornok 8. német hadseregének közös támadást kellett indítaniuk a Kelet-Lengyelországban álló orosz csapatok ellen, és stratégiai átkarolásba fogni azokat. A német hadművelet augusztus 17-én indult meg. Észak-Galíciában az osztrák–magyar 1. hadsereg a Tanew folyó és a Tarnogródtól északra eső út, a 4. hadsereg pedig Chmielek, Czieszanów és Niemirów vonalában gyülekezett, támadásuk augusztus 21-én indult. A 3. hadsereg Kulików, Zolkiew és Magierów vonalában gyülekezett, hogy Lemberget fedezze egy orosz áttörés esetén. Az 1. hadsereg előtti területet a magyar 7. lovashadosztály, a 4. hadsereg előttit a magyar 6. és 10. lovashadosztályok derítették fel.
1914. augusztus 23–25 között az 1. hadseregnek (amely az I., V. és X. hadtestekből állt) Dankl irányítása alatt a kraśniki csatában sikerült helyi győzelmet kivívnia Zalca orosz gyalogsági tábornok (1843–1916)  4. hadseregével szemben. Ez volt az osztrák–magyar csapatok első győztes ütközete a világháborúban. A győzelem stratégiai jelentősége nem volt túl nagy, de a hátországi háborús propaganda hatalmas katonai sikernek állította be. A kraśniki csatában aratott győzelemért Dankl tábornoknak három évvel később, 1917. augusztus 17-én kitüntették a Katonai Mária Terézia-rend (MMThO) parancsnoki keresztjével (a rend 180. odaítélése alkalmával).
A Kraśniknál elért győzelem ellenére a front keletebbi és déli szakaszán kritikus helyzet alakult ki. A tervezett bekerítő hadművelet súlyos és eredménytelen harcokba torkollott. A gumbinneni csata kezdeti sikerei után orosz ellentámadás következett, Prittwitz augusztus 20-án elrendelte a német 8. hadsereg visszavonását a Visztula mögé (emiatt le is váltották). Brudermann tábornok 3. osztrák–magyar hadseregét váratlan orosz támadás vetette vissza, az 1. és 4. hadseregeket orosz bekerítés fenyegette Pleve tábornok  5. és Radko-Dmitrijev tábornok  3. (orosz) hadserege részéről. A Dunajec folyó vonaláig tartó általános visszavonulás keretében a Dankl 1. hadseregét is vissza kellett vonni a Visztula bal partjára, Krakkótól északra. Visszavonulásukat Woyrsch tábornok német népfelkelő hadteste fedezte, enélkül az egész osztrák–magyar jobbszárny felmorzsolódott volna. A harcokban kitűnt a szegedi 5. honvéd gyalogezred. Szeptember elejére az oroszok elszigetelték és 17-én ostrom alá fogták Przemyśl erődjét, amit októberben sikerült ugyan felmenteni, de november elejére ismét az oroszok ismét ostromgyűrűbe zárták, amelyet már nem sikerült szétpattintani.
Az 1914–15. év tele véres közelharcokban telt, Dankl hiábavaló erőfeszítéseket tett, hogy a Dunajec vonala mögül kitörjön. A siker elmaradásáért Conrad tábornagy vezérkari főnök élesen bírálta Dankl tábornokot. 1915. május elején Conrad megindította a gorlice-tarnówi offenzívát. Ennek kezdeti sikerei után Dankl kérelmezte áthelyezését a délnyugati frontra. Május 13-án ez megtörtént, az 1. hadsereg parancsnokságát Paul von Puhallo táborszernagy vette át.

#### A tiroli fronton
Az Olasz Királyság 1915. május 23-án hadba lépett az antant oldalán. Az olasz frontra vezényelt Dankl tábornokot Tirol, azaz a mai Dél-Tirol és Trentino (Welsh-Tirol) védelmének irányításával bízták meg. A rendelkezésére álló igen kevés katonai erővel sikeresen megszervezte a határok védelmet, és feltartóztatta az olasz támadásokat mindaddig, amíg a keleti frontról meg nem érkezett az erősítés. 1916. március 14-én kinevezték az újonnan szervezett 11. hadsereg parancsnokává, e minőségében őt bízták meg a Trentinóból indítandó tavaszi offenzíva irányításával is, amelynek célja Friuli-Venezia Giulia és Venetó tartományok elfoglalása lett volna. Tirol védelmét Josef Roth gyalogsági tábornok vette át tőle. Danklt 1916. május 9-én vezérezredessé léptették elő. Ő vezette a 11. hadsereg dél-tiroli támadását, amely Roveretótól és Zugna Tortától délre fekvő vidékekig nyomult előre. Csapatai a nehéz hegyi terepen áttörve sikeresen elfoglalták az egész Arsa völgyet (Vallarsa), a Col Santo masszívumot egészen a Pasubió hegyig, valamint az Arsiero városától délre fekvő Posina völgyet (Val Posina). 1916. június 4-én azonban a keleti fronton megindult a Bruszilov-offenzíva, emiatt az olasz frontról csapatokat kellett elvonni. A sikeresen indult dél-tiroli offenzívát le kellett állítani.

#### Visszavonulása, kitüntetései
Megromlott egészségi állapota miatt még ugyanebben az évben, június 17-én lemondott hadseregparancsnoki beosztásáról, seregcsoportjának parancsnokságát Dentai Rohr Ferenc vezérezredes vette át. (Más források szerint lemondásában szerepet játszhatott, hogy Conrad vezérkari főnök – méltatlanul – ismét őt hibáztatta a dél-tiroli offenzíva kudarcáért is). Nehéz gégeműtétjét követően Dankl tábornok már nem vállalhatott aktív harctéri parancsnoki megbízatást, így rendelkezési állományba került. 1917 januárjában az uralkodó kinevezte őt az egyik császári lovastestőri gárda (K.u.k. Erste Arcièren-Leibgarde) főkapitányává.
1917. augusztus 17-én – az 1914-es kraśniki győzelmének elismeréseként – kitüntették a Katonai Mária Terézia-rend parancsnoki keresztjével (ennek 180. viselőjeként). Ezzel egyidőben a császár (osztrák) bárói rangot adományozott neki (Viktor Freiherr von Dankl). 1918 őszén a császár Kraśnik grófjává emelte. Előnevét az 1914-es győzelmes galíciai csatájának színhelye után kapta (Viktor Graf Dankl von Kraśnik). Titkos tanácsosi kinevezést kapott. Az Innsbrucki Egyetem díszdoktorává avatta (Doktor h.c. der Philosophie). Dankl tábornok emellett ezredtulajdonosa (tiszteletbeli parancsnoka) volt a cs.és kir. zágrábi 53. magyar–horvát gyalogezrednek (IR 53).

### A világháború után
A Monarchia összeomlása után, 1918. december 1-jén szolgálaton kívüli (ausser Dienst) állományba helyezték. Ezután Innsbruckban élt. 1925-ben kinevezték a Katonai Mária Terézia-rend (MMThO) bizottságának titkáráva, az elhunyt Conrad von Hötzendorf gróf, tábornagy utódaként. 1925-ben megkapta a grazi Corps Danubia legitimista egyetemi vívóegylet rendszalagját. A bécsi Maximiliana Katolikus Osztrák Legényegylet (Katholisch-österreichische Landsmannschaft Maximiliana) tiszteletbeli tagjává fogadta.
1933-ban a bécsi Burg udvarának a Ringre néző kapuját (Äußeres Burgtor) Rudolf Wondraceknek, Otto Wagner egyik tanítványának tervei alapján közadakozásból átépítették, és benne az I. világháború halottainak emlékére hősi emlékművet létesítettek. Dankl nyugalmazott vezérezredes az emlékmű építésének egyik fő támogatója és védnöke volt. Az emlékművet 1934. szeptember 10-én avatták fel, ünnepélyes keretek között, a kapu azóta a Hősök kapuja (Heldentor) nevet viseli.
Viktor von Dankl vezérezredes, Kraśnik grófja 1941. január 8-án hunyt el Innsbruckban, 86 éves korában.

## Egyéb katonai kitüntetései
- Katonai Érdemkereszt 1. osztálya, hadiékítménnyel  Archiválva 2012. július 17-i dátummal a Wayback Machine-ben
- Az osztrák Lipót-rend nagykeresztje, hadiékítménnyel
- Az Osztrák Vöröskereszt Társaságának csillaga, hadiékítménnyel
- A Német Lovagrend Mária-keresztje (Marianerkreuz)
- A német Vaskereszt 1. és 2. osztálya

Frigyes főherceg tábornagynak, az osztrák–magyar haderő főparancsnokának 1915. szeptember 14-én kelt távirata Viktor von Dankl lovassági tábornokhoz:
„Excellenciádnak, az érdemdús és sikeres hadvezérnek Tirol védelmében tanúsított kimagasló érdemeiért Őfelsége méltóztatott a Katonai Érdemkereszt 1. osztályát a hadi ékítménnyel a legkegyelmesebben odaítélni. Őszinte örömmel gratulálok Excellenciádnak a legmagasabb helyről érkezett újabb elismeréshez, melyet Ön Tirol védelmében halált megvetve küzdő katonáink parancsnokaként kiérdemelt, és ez alkalomból legmelegebb üdvözletemet küldöm Önnek és vitézlő csapatainak. Frigyes főherceg, altábornagy, s.k.”

### Lásd még
- K.u.k. Erste Arcièren-Leibgarde (A császári lovastestőrségről írt szócikk a német Wikin)